# Jüdischer Friedhof (Sterkrade)
Der Jüdische Friedhof Sterkrade liegt in der kreisfreien Stadt Oberhausen in Nordrhein-Westfalen. Auf dem jüdischen Friedhof im Oberhausener Stadtteil Sterkrade sind keine Grabsteine mehr vorhanden.

## Geschichte
Der Friedhof wurde von 1918 bis ca. in die 1930er Jahre belegt. Er war Teil des katholischen Friedhofs in der Wittestraße. Während des Zweiten Weltkriegs wurde das Friedhofsgelände teilweise mit einem Luftschutzkeller überbaut. 1949 erfolgten Umbettungen von zwölf Leichen zum Friedhof in Oberhausen (Neuer Friedhof). Der Sterkrader Friedhof musste dem Bau der A 516 weichen.